# Eduard Tubau i Cutal
Pour les articles homonymes, voir Tubau.
Eduard Tubau i Cutal, né le 6 janvier 1981 à Terrassa, est un joueur de hockey sur gazon professionnel catalan.

## Carrière
Il joue au poste d'attaquant. Il représente l'équipe nationale masculine espagnole durant quatre Jeux olympiques consécutifs, à partir des Jeux de l'an 2000.
Il remporte la médaille d'argent aux Jeux olympiques de 2008. 
Il fait également partie du Club Campo de Madrid et du Club Egara.